# Henriette Raventós Vorst
Henriette (Jetty) Raventós Vorst (San José, 22 de junio de 1962) es una científica costarricense especialista en el estudio genético de la base molecular de enfermedades, con énfasis en neuropsiquiatría genética. Es docente e investigadora en la Universidad de Costa Rica, vicepresidenta de la Academia Nacional de las Ciencias en su país y también integrante de la junta de la Sociedad Internacional de Psiquiatría Genética.

## Formación
Raventós estudió el bachillerato y licenciatura en Medicina en la Universidad de Costa Rica. Posteriormente, cursó máster en Bioquímica y Fisiología Celular en la misma universidad. También estudió una Post Doc en Genética Humana en la Universidad de Berkeley (Estados Unidos). 

## Investigación y docencia[5]
Henriette Raventós es profesora e investigadora en la Universidad de Costa Rica, en el campo de la genética humana con más de 100 publicaciones. Trabaja con la Escuela de Biología y el Centro de Investigaciones en Biología Celular y Molecular (CIBCM), donde fue vicedirectora y también directora del Programa de Psiquiatría Genética.
Su trabajo ha destacado a nivel internacional. En 2018 fue elegida por la votación de más de 600 científicas y científicos de diferentes países como integrante de la junta de la Sociedad Internacional de Psiquiatría Genética. De este modo, se convirtió en la primera representante de un país de mediano y bajo ingreso, y la primera persona de América Latina en dicho puesto.

## Proyección social

### Salud mental
El compromiso de Raventós con la salud mental sobrepasa la investigación. Ella aboga por mejorar en su país en el tema. Participó en la elaboración y validación de la Política de Salud Mental 2012-2021 para Costa Rica Continúa asesorando en el tema, y ha colaborado organizando encuentros nacionales sobre la política de salud mental y eventos de prevención del suicidio abiertos al público en general. Su compromiso con el tema se basa en su propia experiencia: 
El cómo llegué al estudio de la genética detrás de la salud mental es todo un tema, creo que la vida misma me llevó a investigar esto. Llegué a estudiar  los trastornos mentales por la cercanía que tengo con el tema. Mi papá murió por suicidio cuando yo tenía 11 años. Él padecía de trastorno bipolar, yo trato de contar su historia para abrir el tema e ir eliminando los tabúes y estigmas alrededor del tema. Toda la historia detrás de su padecimiento y parte de lo que me llevó a estudiar la genética de los padecimientos mentales quedó documentado en un episodio de Radio Ambulante que se llama El área gris. Por esto, el tema de la salud mental, me marcó como persona, marcó mis intereses y mi carrera. Más allá de ser investigadora, soy sobreviviente de suicidio y soy parte de la comunidad a la cual mi laboratorio investiga. 

### Mujeres en la ciencia
Jetty ha trabajado por la incorporación de más niñas y mujeres en las ciencias. Participa activamente en las discusiones públicas sobre el tema y ha brindado conferencias al respecto. También participó en la creación de la Política Nacional para la igualdad entre mujeres y hombres en la formación, el empleo y el disfrute de los productos de la Ciencia, Tecnología, las Telecomunicaciones y la Innovación 2018-2027 .
Por su labor, ha sido retratada como parte de las mujeres representantes de la ciencia en su país. Particularmente, su retrato es parte del libro para colorear Mujeres brillantes en la ciencia tica.

### Las relaciones científicas entre países
Raventós aboga por una mayor visibilidad del trabajo de los países de mediano y bajo ingreso en las ciencias. Critica las relaciones de extractivismo que muchas veces se dan desde los países de algo ingreso: 
La idea es que los países de bajo y mediano ingreso participen como lo hacemos nosotros, como pares en igualdad de condiciones con garantías que protejan los recursos genéticos para que al final sea el país el que se beneficie y desarrolle su capacidad científica.
Trabaja en la creación de espacios internacionales sobre el tema, tales como la Red para el Estudio de la Resiliencia Psicológica en Países de Mediano y Bajo Ingreso (NESP, por sus siglas en inglés).